# Dizzy Gillespie

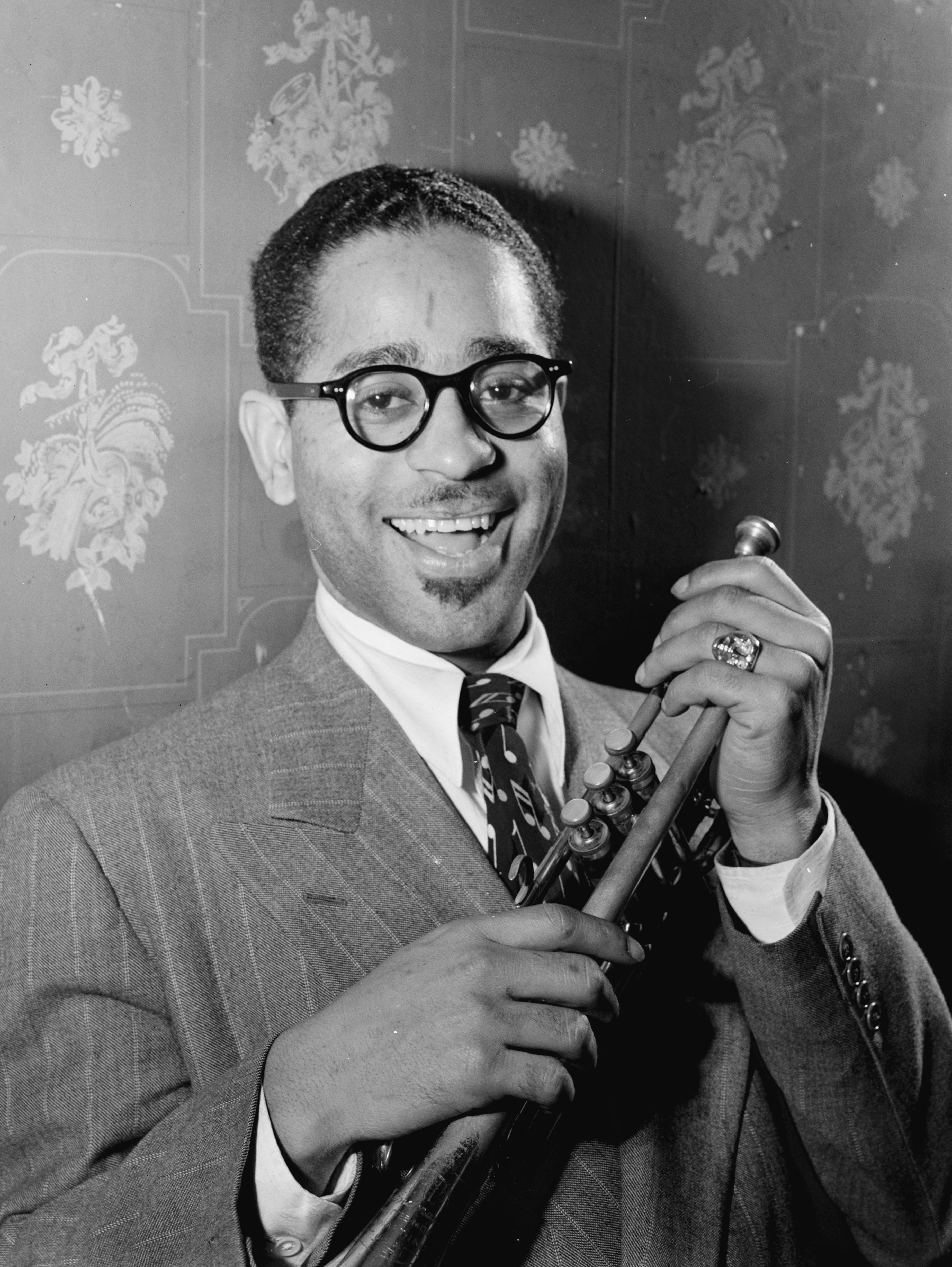
Dizzy Gillespie, 1946 (Fotografie von William P. Gottlieb)

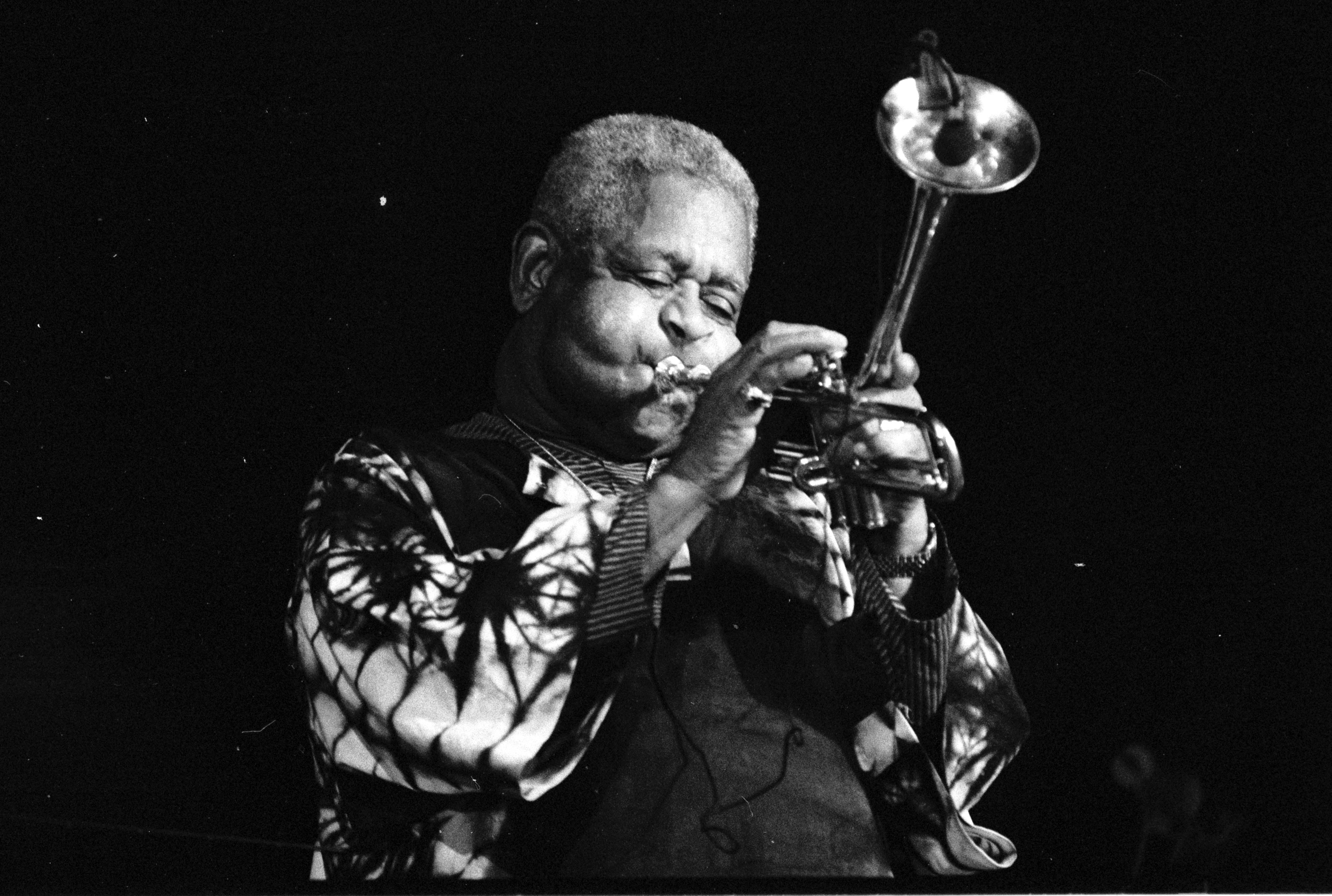
Dizzy Gillespie, 1991

Dizzy Gillespie (gɪˈlɛspi; * 21. Oktober 1917 in Cheraw, South Carolina; † 6. Januar 1993 in Englewood, New Jersey; eigentlich John Birks Gillespie) war ein US-amerikanischer Jazzmusiker (Trompeter), Komponist, Sänger, Arrangeur und Bandleader. Gillespie gehört neben Thelonious Monk und Charlie Parker zu den Wegbereitern des Bebop.

## Leben
Gillespie kam als eines der jüngeren von zehn Kindern zur Welt und wurde von seinem Vater, einem Bauarbeiter und lokalen Amateur-Bandleader, in seiner musikalischen Entwicklung unterstützt und gefördert. Mit vier Jahren spielte er Klavier, anschließend erlernte er autodidaktisch die Zugposaune und bevor er zwölf Jahre alt war, stieg er auf die Trompete um. Er erhielt ein Stipendium für das Laurinburg Institute in North Carolina, verließ aber bald die Schule, um Vollzeit-Musiker zu werden.
In jungen Jahren spielte Gillespie in zahlreichen Swing-Bigbands: 1935 wurde er in Philadelphia von Frank Fairfax angeheuert, den er kurz darauf verließ. Mit der Band von Teddy Hill bereiste er Europa. Gillespie war ein Wandervogel und spielte von 1939 bis 1941 bei Cab Calloway – der seine abenteuerlichen Soli als „chinesische Musik“ bezeichnete – unter anderen mit Chu Berry und Cozy Cole, bis er im Streit mit Calloway aus der Band geworfen wurde. 1942 spielte er im Orchester von Earl Hines mit Charlie Parker, Sarah Vaughan und Billy Eckstine, während er für Jimmy Dorsey Stücke arrangierte und in der Band von Duke Ellington mitspielte. Auch in der Entwicklung des Bebop spielte er eine wichtige Rolle in experimentellen Jamsessions zusammen mit Thelonious Monk, Kenny Clarke, Charlie Parker und anderen im Minton’s Playhouse in Harlem ab 1941. Eckstines neu gegründete Band, die großteils aus der Hines-Band hervorging, wurde mit Parker, Gillespie und Vaughan ab 1944 die erste Band, die diesen neuen Stil spielte. 1944 spielte er im Quintett von Oscar Pettiford Bebop im Onyx Club und macht mit dem Quintett im selben Jahr auch Aufnahmen mit Coleman Hawkins. 1944 bis 1945 hatte er seine erste Combo mit Parker im Three Deuces und Spotlite.
1945 nahm er beim Musiklabel Guild seine ersten historischen Bebop-Platten auf. Ein Jahr später gründete er sein eigenes Orchester, die „Dizzy Gillespie Big Band“, in der unter anderem Jazzgrößen wie Kenny Clarke, John Lewis, Milt Jackson, James Moody und John Coltrane spielten. Mit dieser Zusammensetzung bereiste er Anfang 1948 die Vereinigten Staaten, Frankreich und Belgien. In seinem Schaffen als Bandleader gelang es ihm, neue Jazzströmungen in einen Big-Band-Kontext zu übertragen. 1950 löste er die Gruppe aus finanziellen Gründen auf und spielte hauptsächlich mit Kleinformationen. Gelegentlich stellte er allerdings noch Bigbands zusammen, mit denen er auch auf Tournee ging. In seinen letzten Lebensjahren trat er mehrfach mit dem für ihn gegründeten „United Nation Orchestra“ auf, in dem nicht nur frühere Weggefährten, sondern auch Schüler von ihm mitwirkten.
Gillespie kandidierte 1964 für das Amt des US-Präsidenten; mit dem eingängigen Slogan „Ich kandidiere als Präsident, weil wir einen brauchen“ hatte er jedoch keinen Erfolg.
Eine nichteheliche Tochter, Jeanie Bryson, stammt aus einer Liaison mit der US-amerikanischen Jazz-Sängerin und Songschreiberin Connie Bryson.
Seit 2005 trägt der Asteroid (5831) Dizzy Gillespies Namen.

## Wirken

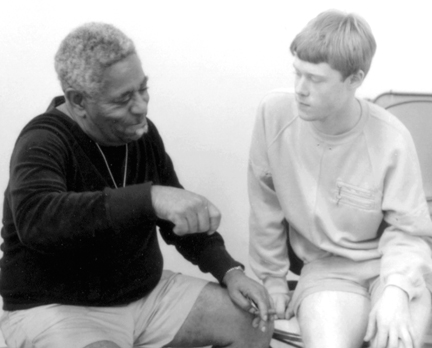
Dizzy Gillespie mit dem Schlagzeuger Bill Stewart 1984 auf dem Stanford-Jazz-Workshop

Gillespie war in den 1940er und 1950er Jahren – auch äußerlich – der Inbegriff des smarten, hippen Jazz-Intellektuellen (Hipster). In dieser Zeit zählte er auch zu den ersten amerikanischen Jazzmusikern, die lateinamerikanische, afrokubanische und afrikanische Elemente in ihre Kompositionen und Improvisationen einfließen ließen. In rascher Abfolge spielte er mit Chano Pozo, Lalo Schifrin, José Mangual Sr., Mongo Santamaría und anderen Spezialisten der afrokubanischen und lateinamerikanischen Klänge. In späteren Jahren war er Freund und Förderer jüngerer kubanischer Talente wie Arturo Sandoval und Gonzalo Rubalcaba. Gillespies Eintreten gegen Rassismus führte ihn zum Glauben der Bahai, deren Ideale ihn anzogen und deren Religion er um 1970 annahm, was seinen Lebensstil und sein Auftreten in der Öffentlichkeit veränderte. Der „Clown des Bebop“ wurde ein ernsthafter Musiker, der sich auch für politische Ziele einsetzte, ohne jedoch parteipolitisch aktiv zu werden. 1988 gründete er das „United Nation Orchestra“, mit dem er Ägypten, Marokko und etwas später Kanada sowie Südamerika bereiste.

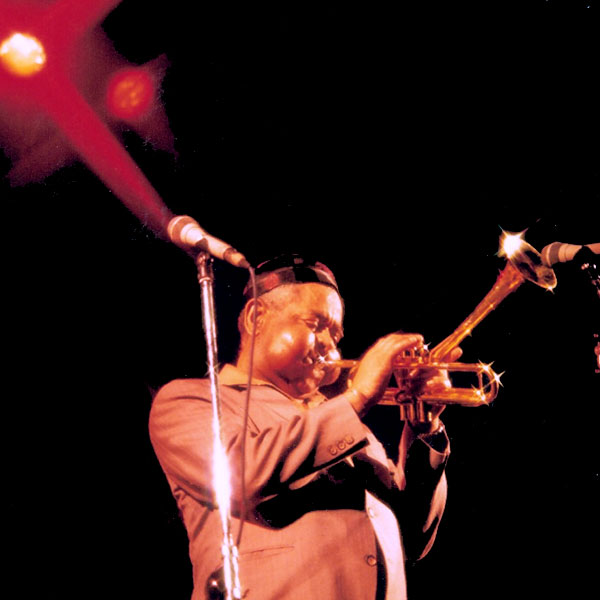
Dizzy Gillespie, 1988

Seine Rolle als Integrationsfigur des Jazz begann jedoch schon in den 1950er Jahren, als er nach Erfolgen auch in Europa (z. B. Pleyel Konzerte 1948 in Paris) und Auftritten bei „Jazz at the Philharmonic“ 1955 vom State Department die Gelegenheit bekam, eine Bigband zu bilden, mit der er bis 1958 auf Welttour ging (sein Auftritt 1956 in Athen half die wegen des Zypernkonflikts aufgestauten antiamerikanischen Spannungen abzubauen und zahlte sich somit auch für seine Geldgeber aus). Nachdem er in den 1960er Jahren, in denen er auch mit Thirdstream-Komponisten wie Lalo Schifrin und Gunther Schuller zusammenarbeitete, meist in kleineren Combos gespielt hatte, ging er Anfang der 1970er Jahre mit den Jazz Giants (Sonny Stitt, Thelonious Monk, Art Blakey und anderen) auf Tournee nach Europa und Australien und unternahm 1973 eine große Afrikatour.
Dizzy Gillespie ist eine der populärsten Figuren des Jazz, und Musiker wie Miles Davis, Thad Jones und Kenny Dorham nannten ihn als wichtigen Einfluss. Woody Herman nannte ihn einen „Giganten des Jazz“. Viele seiner Stücke wie A Night in Tunisia, Groovin' High und Woody ’n You zählen heute zu den Jazzstandards. Als sein Markenzeichen gilt die Trompete mit 45 Grad nach oben gebogenem Schalltrichter (siehe Foto) und seine charakteristisch prall aufgeblasenen Wangen, ein Phänomen, für das die Medizin sogar einen Fachbegriff geschaffen hat: „Gillespie pouch“.

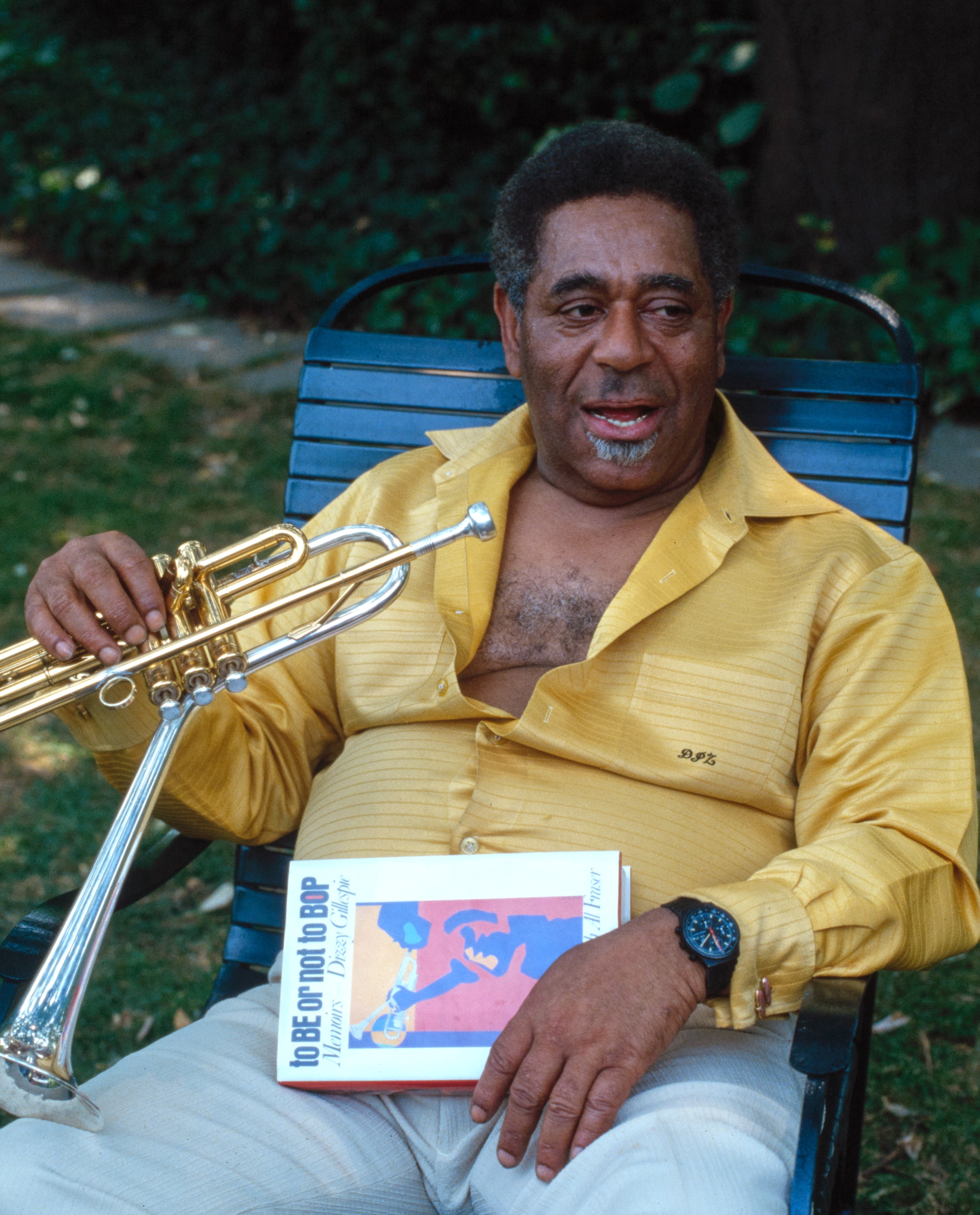
Gillespie mit seinen Memoiren To Be or Not to Bop (1980)

Der Musiker Gillespie wird heute in mehrfacher Hinsicht gewürdigt: „als Klangvisionär“, der auf der Trompete zudem „eine gänzlich individuelle Virtuosität entwickelte, als Komponist, Arrangeur und Bandleader, als Sänger mit unvergleichlichen Bebop-Vocals und als Inszenator einer hochexplosiven Mixtur aus Jazz und afrokubanischer Musik.“
Im Verlag „Doubleday“ erschien 1979 seine zusammen mit Al Fraser verfasste Autobiografie mit dem Titel To Be or not to Bop. John Holland drehte 1985 einen Film von einem Gastspiel in Havanna („Dizzy Gillespie – a Night in Havanna“ 1988).
In der Zeit des Endes des Ost-West-Konflikts und der beginnenden Annäherung von Ost und West organisierte die deutsche Bahaigemeinde die Benefiz-Tournee „One World Concerts mit Dizzy Gillespie“, vom 9. bis 11. Mai 1990 unter der Schirmherrschaft von Willy Brandt. Sie begann mit einem Auftakt-Konzert im Palast der Republik in Berlin in der Gegenwart der letzten Präsidentin der Volkskammer Bergmann-Pohl und ging dann über Moskau nach Prag. 

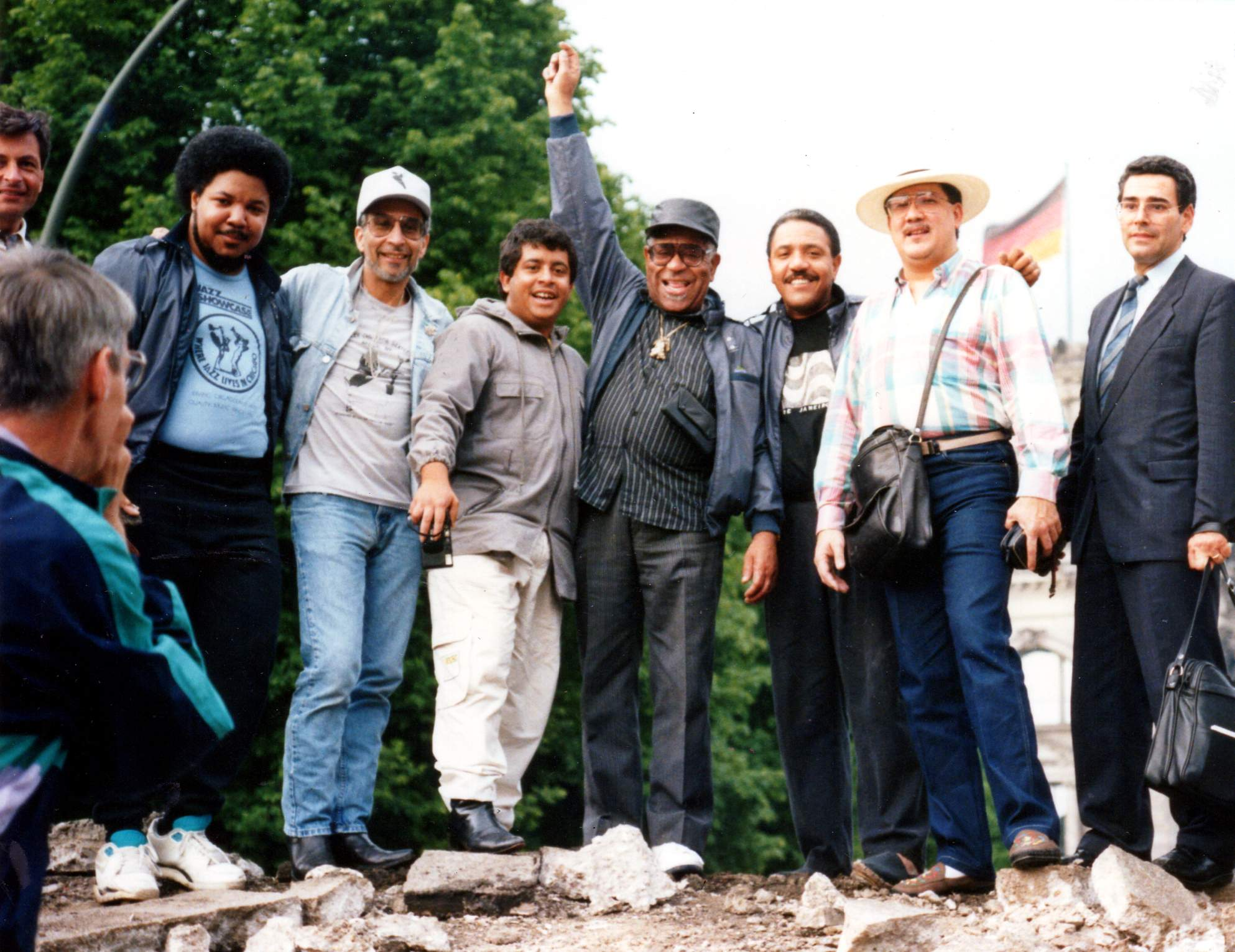
Dizzy Gillespie triumphiert über Mauerfall, Berlin, 1990

In Berlin bestieg er vor seinem Konzert Mauerreste und bejubelte den Fall der Mauer.
Im Prager Kulturpalast brachten ihm seine legendären Worte „Es gibt nur eine Welt oder keine“ inmitten des Konzerts in der Gegenwart von Václav Havel minutenlangen Beifall ein.

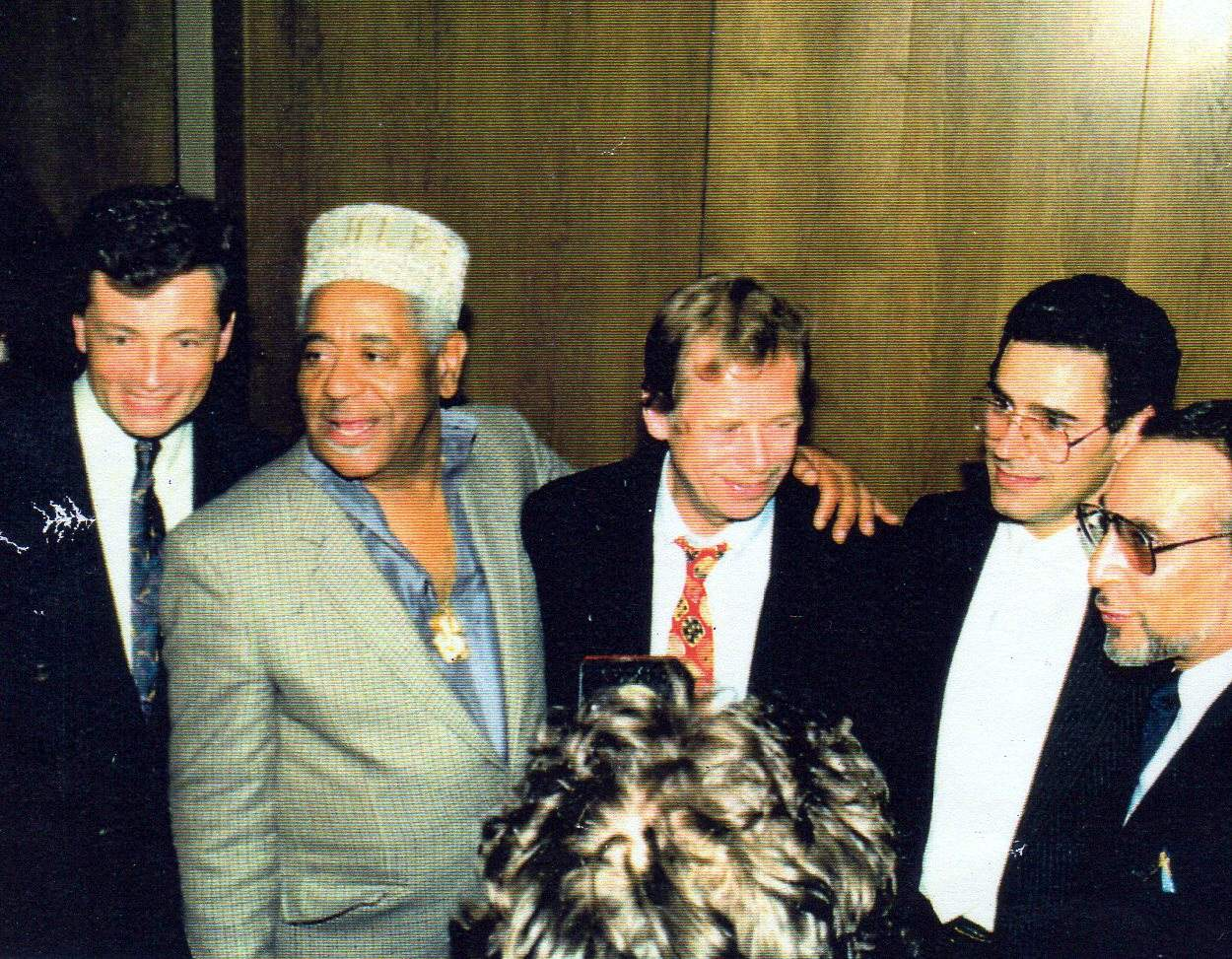
Vaclav Havel (Mitte), Dizzy Gillespie, Ingo Hofmann (l.), Godrat Rafat (2.v.r.), Prager Kulturpalast, 1990

Sein letztes öffentliches Konzert gab er im Februar 1992 in Seattle. In seinem Todesjahr 1993 wurde er in die American Academy of Arts and Letters gewählt.

## Diskografie

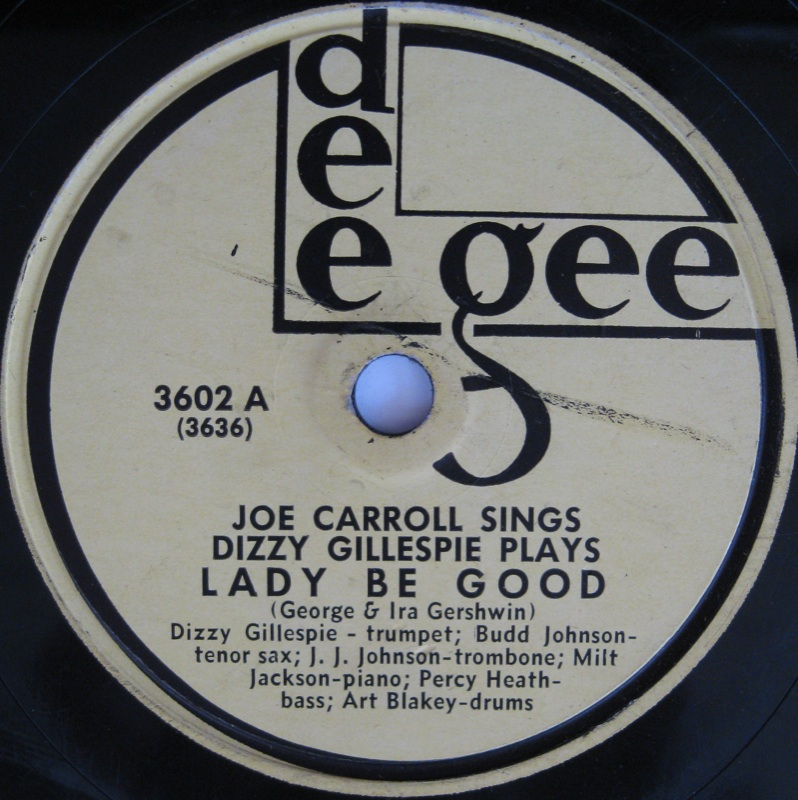
78er-Schellackplatte des Sängers Joe Carroll mit der Dizzy Gillespie Band: Lady Be Good auf dem kurzlebigen Label Dee Gee

### Aufnahmen unter eigenem Namen
- 1937–49: The Complete RCA Victor Recordings compilation album (RCA Victor)
- 1945–47: Groovin’ High (Dizzy-Gillespie-Album) compilation album (Savoy)
- 1945: Town Hall, New York City, June 22, 1945
- 1948: Gene Norman Presents Dizzy Gillespie in Concert (GNP Crescendo 23)
- 1950: Bird and Diz (Clef) – with Charlie Parker
- 1951–52: Dee Gee Days: The Savoy Sessions compilation album (Savoy) – includes all tracks on The Champ (Savoy) and School Days (Regent)
- 1952–53: The Great Blue Star Sessions 1952–1953 compilation album (EmArcy) – includes all tracks on Dizzy Gillespie and His Operatic Strings Orchestra (Fontana) and some tracks released on Dizzy at Home and Abroad (Atlantic)
- 1952: Horn A Plenty (Blue Note 1952)
- 1953: Dizzy Digs Paris (Giant Steps) – includes all tracks on Dizzy Over Paris (Roost)
- 1953: Jazz at Massey Hall (Debut) – with Charlie Parker, Bud Powell, Charles Mingus and Max Roach
- 1953: Diz and Getz (Norgran) – with Stan Getz
- 1954: Afro (Norgran)
- 1954: Dizzy and Strings (Norgran)
- 1954: Roy and Diz (Clef) – with Roy Eldridge
- 1954–55: Jazz Recital (Norgran) – also released as Dizzy Gillespie and His Orchestra
- 1955: One Night in Washington (Elektra Musician [1983])
- 1956: Modern Jazz Sextet (Norgran)
- 1956: World Statesman – Big Band (Norgran)
- 1956 and 1957: Dizzy in Greece – Big Band Studio Recordings (Verve)
- 1956: For Musicians Only (Verve) – with Stan Getz and Sonny Stitt
- 1957: Birks’ Works – Big Band (Verve)
- 1957: Dizzy Gillespie and Stuff Smith (Verve)
- 1957: Sittin’ In (Verve) – with Stan Getz and Coleman Hawkins
- 1957: Dizzy Gillespie at Newport – Big Band (Verve)
- 1957: Duets (Verve) – with Sonny Rollins and Sonny Stitt
- 1957: The Greatest Trumpet of Them All (Verve) – with Benny Golson
- 1957: Sonny Side Up (Verve) – with Sonny Rollins and Sonny Stitt
- 1959: The Ebullient Mr. Gillespie (Verve)
- 1959: Have Trumpet, Will Excite! (Verve)
- 1960: The Copenhagen Concert (SteepleChase) – with Leo Wright and Junior Mance
- 1960: A Portrait of Duke Ellington (Verve)
- 1960: Gillespiana (Verve) – composed and arranged by Lalo Schifrin
- 1961: An Electrifying Evening with the Dizzy Gillespie Quintet (Verve)
- 1961: Carnegie Hall Concert (Verve)
- 1961: Perceptions (Verve) – composed and arranged by J.J. Johnson, conducted by Gunther Schuller
- 1962: Dizzy on the French Riviera (Philips) – with Elek Bacsik
- 1962: The New Continent (Limelight) – composed and arranged by Lalo Schifrin
- 1963: New Wave (Philips) – 8 tracks
- 1963: New Wave! (Wing WL1152) – 7 tracks
- 1963: Something Old, Something New (Philips)
- 1963: Dizzy Gillespie and the Double Six of Paris (Philips)
- 1964: Dizzy Goes Hollywood (Philips)
- 1964: The Cool World (Philips)
- 1964: Jambo Caribe (Limelight)
- 1964: I/We Had a Ball (Limelight, 1965) – 1 track + 3 with Quincy Jones
- 1965: Gil Fuller & the Monterey Jazz Festival Orchestra featuring Dizzy Gillespie (Pacific Jazz) – with Gil Fuller
- 1966: The Melody Lingers On (Limelight)
- 1967: Swing Low, Sweet Cadillac (Impulse!)
- 1967: Live at the Village Vanguard (Solid State)
- 1968: The Dizzy Gillespie Reunion Big Band (MPS)
- 1969: It's My Way (Solid State) – also released as My Way
- 1969: Cornucopia (Solid State)
- 1970: The Real Thing (Perception) – with James Moody
- 1970: Portrait of Jenny (Perception)
- 1971: Giants (Perception) – with Bobby Hackett and Mary Lou Williams
- 1971: Dizzy Gillespie and the Mitchell Ruff Duo in Concert (Mainstream) – with Willie Ruff and Dwike Mitchell
- 1971: The Giants of Jazz (Atlantic) – with Art Blakey, Al McKibbon, Thelonious Monk, Sonny Stitt and Kai Winding
- 1973: The Giant (America)
- 1973: The Source (America)
- 1974: Dizzy Gillespie’s Big 4 (Pablo)
- 1974: The Trumpet Kings Meet Joe Turner (Pablo) – with Joe Turner, Roy Eldridge, Harry „Sweets“ Edison and Clark Terry
- 1974: Oscar Peterson and Dizzy Gillespie (Pablo) – with Oscar Peterson
- 1974: Oscar Peterson and The Trumpet Kings – Jousts (Pablo) – with Oscar Peterson
- 1975: The Bop Session (Sonet) – with Sonny Stitt, John Lewis, Hank Jones, Percy Heath and Max Roach
- 1975: Jazz Maturity...Where It’s Coming From (Pablo) – with Oscar Peterson and Roy Eldridge
- 1975: Afro-Cuban Jazz Moods (Pablo) – with Machito
- 1975: The Dizzy Gillespie Big 7 (Pablo) – also released as Dizzy
- 1975: The Trumpet Kings at Montreux ’75 (Pablo) – with Roy Eldridge, Clark Terry and Oscar Peterson
- 1975: Bahiana (Pablo)
- 1976: Carter, Gillespie Inc. (Pablo) – with Benny Carter
- 1976: Dizzy’s Party (Pablo)
- 1977: Free Ride (Pablo) – composed and arranged by Lalo Schifrin
- 1977: The Gifted Ones (Pablo) – with Count Basie
- 1977: Dizzy Gillespie Jam (Pablo) – with John Faddis
- 1980: The Trumpet Summit Meets the Oscar Peterson Big 4 (Pablo) – with Freddie Hubbard, Clark Terry and Oscar Peterson
- 1980: The Alternate Blues (Pablo) – with Freddie Hubbard, Clark Terry and Oscar Peterson
- 1980: Digital at Montreux, 1980 (Pablo)
- 1981: Musician, Composer, Raconteur (Pablo)
- 1981: To a Finland Station (Pablo) – with Arturo Sandoval
- 1984: Closer to the Source (Atlantic)
- 1985: New Faces (GRP)
- 1986: Dizzy Gillespie Meets Phil Woods Quintet – with Phil Woods
- 1988: Endlessly (Impulse!)
- 1988: Oop-Pop-A-Da (Soundwings) – with Moe Koffman
- 1989: Live at the Royal Festival Hall (Enja) – with the United Nation Orchestra
- 1989: Max + Dizzy: Paris 1989 (A&M) – with Max Roach
- 1989: The Paris All Stars Homage to Charlie Parker (A&M) with Jackie McLean, Phil Woods, Stan Getz, Milt Jackson, Hank Jones, Percy Heath and Max Roach
- 1989: The Symphony Sessions (ProJazz) & 1991 as A Night in Tunisia (Fast Choice) (with Rochester Philharmonic conducted by Johnny Dankworth, Ron Holloway, Ed Cherry, John Lee)
- 1990: The Winter in Lisbon (Milan Entertainment) – soundtrack
- 1991: Live! at Blues Alley (with Ron Holloway, Ed Cherry, John Lee, Ignacio Berroa)
- 1992: Bird Songs: The Final Recordings (Telarc)
- 1992: To Bird with Love (Telarc)
- 1992: To Diz with Love (Telarc)
- 2017:  At Onkel Pö's Carnegie Hall (Hamburg 1978), mit Leo Wright, Rodney Jones, Benjamin Brown, Mickey Roker

### Als Bandmitglied
Mit Benny Carter
- New Jazz Sounds (Norgran, 1954)

Mit Arnett Cobb
- Show Time (Fantasy, 1987)

Mit CTI All Stars
- Rhythmstick (CTI, 1990)

Mit Duke Ellington
- Jazz Party (Columbia, 1959)

Mit Quincy Jones
- Back on the Block (Warner Bros., 1989)

Mit Gene Krupa and Buddy Rich
- Krupa and Rich (Clef, 1955)

Mit Mike Longo
- Talk with the Spirits (Pablo, 1976)

Mit the Manhattan Transfer
- Vocalese (Atlantic, 1985)

Mit Carmen McRae
- November Girl (Black Lion, 1970 [1975]) with the Kenny Clarke/Francy Boland Big Band
- At the Great American Music Hall (Blue Note, 1976)

Mit Charles Mingus
- Charles Mingus and Friends in Concert (Columbia, 1972)

Mit Katie Bell Nubin
- Soul, Soul Searching (Verve, 1960)

Mit Oscar Peterson
- Oscar Peterson Jam – Montreux ’77 (Pablo)

Mit Mongo Santamaría
- Montreux Heat! (Pablo, 1980)
- Summertime (Pablo, 1980)

Mit Woody Shaw
- Woody Shaw and Friends at Monterey Jazz Festival 1979 (Concord Jazz, 1979)

Mit Lillian Terry
- Oo-Shoo-Be-Doo-Be...Oo, Oo...Oo, Oo (Black Saint, 1985)

Mit Randy Weston
- Spirits of Our Ancestors (Verve, 1993)

Mit Louie Louie
- Sittin’ in the Lap of Luxury (WTG/Epic, 1990)

Quelle: AllMusic

## Filmografie
- 1983: Jazz in America (Embassy)
- 1986: In Redondo Beach/Jazz in America (Embassy)
- 1991: Dizzy Gillespie: A Night in Tunisia (VIEW)
- 1993: Live in London (Kultur Video)
- 1998: Dizzy Gillespie & Charles Mingus (Vidjazz)
- 1998: Dizzy Gillespie: Ages (Vidjazz)
- 1999: Jazz Casual: Dizzy Gillespie (Rhino)
- 2001: Jivin’ in Be-Bop (Jazz Classic Video)
- 2001: Dizzy Gillespie: A Night in Chicago (VIEW)[10]
- 2001: Live at the Royal Festival Hall 1987 (Pioneer)
- 2002: Live in Montreal (Image)
- 2003: 20th Century Jazz Masters
- 2003: Swing Era (with Mel Tormé) (Idem)
- 2005: Norman Granz Jazz in Montreux: Presents Dizzy Gillespie Sextet '77 (Eagle Vision USA)
- 2005: Summer Jazz Live at New Jersey 1987 (FS World Jazz / Alpha Centauri Entertainment)
- 2005: A Night in Havana: Dizzy Gillespie in Cuba (New Video Group) ( Wurde 1985 gefilmt mit Arturo Sandoval und Sayyd Abdul Al Khabyyr)
- 2006: Jazz Icons: Live in ’58 & ’70 (Universal)
- 2008: London Concerts 1965 & 1966 (Impro-Jazz Spain)

## Sammlung
- The Verve/Philips Dizzy Gillespie Small Group Sessions 1954–64. Mosaic, 2006 – 7 CDs mit Hank Mobley, Wade Legge, Lou Hackney, Charlie Persip, Jimmy Cleveland, Henry Coker, Gigi Gryce, Benny Golson, Pee Wee Moore bs, Ray Bryant, Tommy Bryant, Junior Mance, Les Spann, Sam Jones, Lex Humphries, Francisco „Chino“ Pozo perc, Johnny Hodges, Leo Wright, Art Davis b, Teddy Stewart dm, Hank Jones, George Duvivier, Lalo Schifrin, Bob Cunningham b, Chuck Lampkin dm, Charlie Ventura, Chris White b, Rudy Collins dm, Jose Paula perc & voc, Carmen Costa perc & voc, Bola Sete g, Elek Bacsik g, Pepito Riestra perc, James Moody, Kenny Barron, Bud Powell, Pierre Michelot, Kenny Clarke, The Double Six voc

## Kompositionen (Auszug)

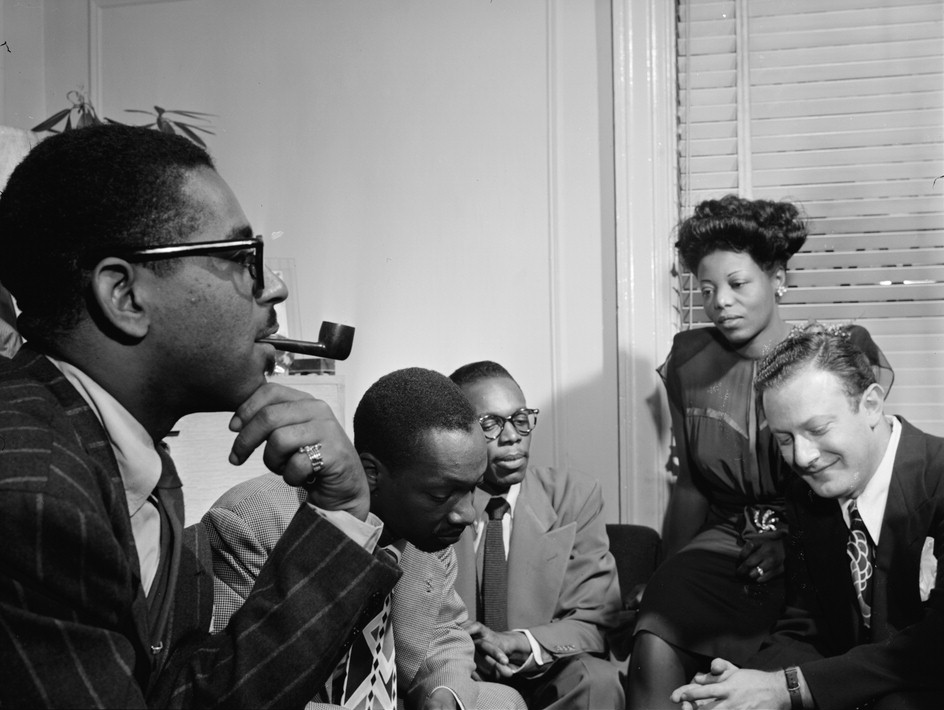
Dizzy Gillespie mit Tadd Dameron, Hank Jones und Mary Lou Williams, etwa Juni 1946 (Fotografie von William P. Gottlieb)

- Manteca
- A Night in Tunisia
- Birk’s Works
- Con Alma
- Groovin’ High
- Salt Peanuts
- Voyage to Next – Filmmusik